# Adolf Eugène von Rosen

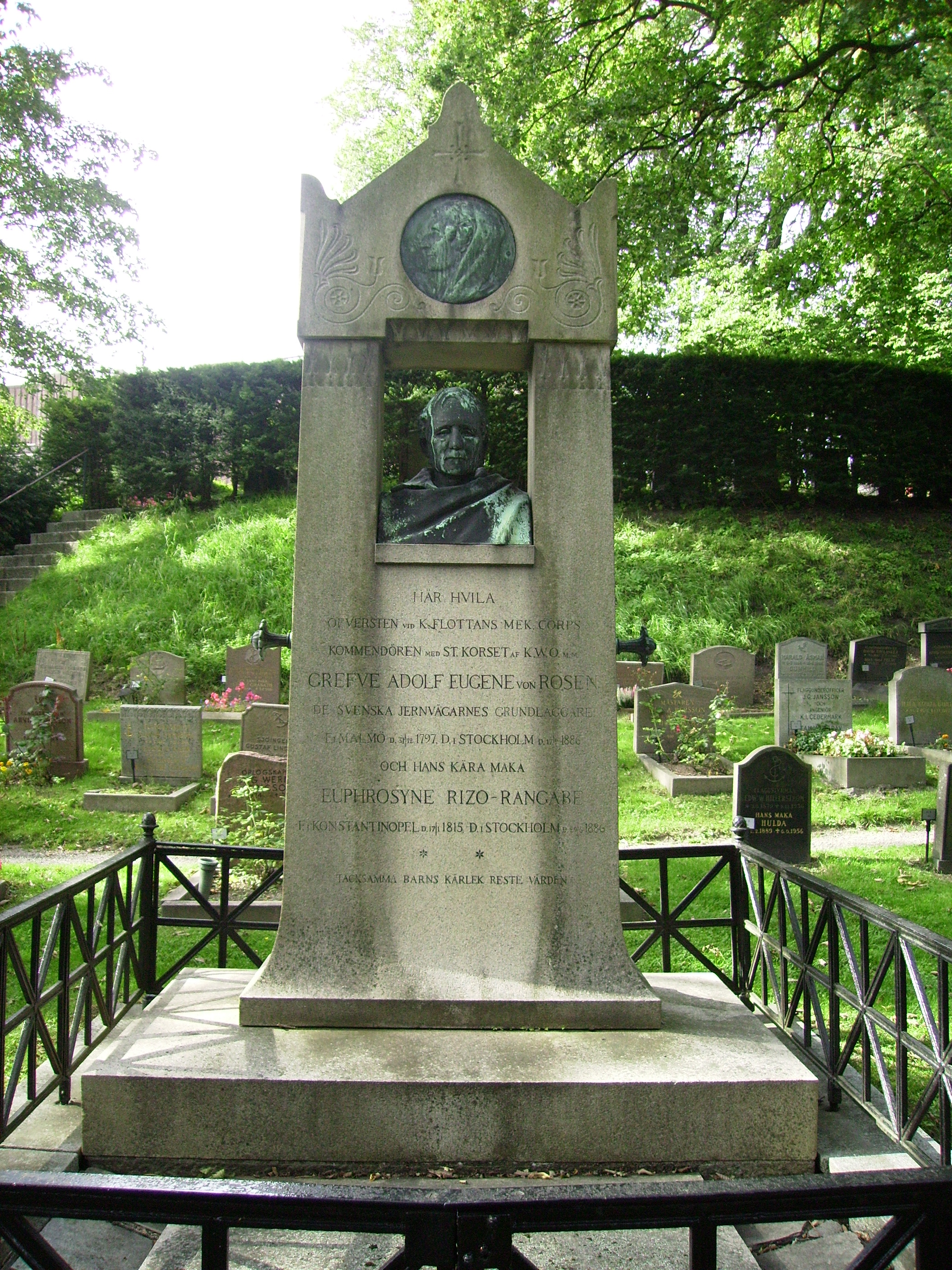
Adolf Eugèn von Rosens gravvård på Galärvarvskyrkogården i Stockholm.

Adolf Eugène von Rosen, född 31 december 1797 i Malmö, död 17 september 1886 i Stockholm, var en svensk greve, järnvägsbyggare och överste (1855) som kallas "de svenska järnvägarnas fader". 

## Biografi
Han blev student vid Uppsala universitet 1812 och därefter kadett, och deltog i norska fälttåget 1814 som arklimästare vid amiralitetet. Från 1816 till 1817 var han varvsadjutant vid örlogsflottan i Karlskrona och gick 1820 i brittisk tjänst. När han kom tillbaka till Sverige 1822 blev han löjtnant, efter ett par år premiärlöjtnant. Han var också adjutant hos riksståthållaren i Norge.
Sedan han haft anställning vid Göta kanalbyggnad och som disponent för Motala Mekaniska Verkstad, omskapade han Nyköpings mässingsbruk till en mekanisk verkstad och förestod denna till 1833.
Under en tid idkade han med egen brigg kofferdifart på spanska och sydamerikanska hamnar. De erfarenheter han gjorde där förde honom in i den beryktade "skeppshandeln". Det var von Rosen som gav uppslaget till denna affärstransaktion, och det var också han som utrustade de fartyg som regeringen beslöt avyttra till Colombia och Mexiko.
Han hade många uppdrag och verksamheter internationellt, bland annat i Spanien, Sydamerika, Storbritannien, Österrike, och Grekland. I det sistnämnda landet fann han en hustru i diplomaten, poeten och arkeologen Alexandros Rizos Rangavis syster. I London samarbetade han med John Ericsson på propellerns fullkomnande. I Frankrike byggde von Rosen den första fregatten med propeller och med maskineriet lagt under vattenlinjen.
Efter hemkomsten till Sverige 1845 ägnade han sig åt järnvägarna. Under sin vistelse i Storbritannien hade von Rosen studerat järnvägsfrågan – engelsmännen var föregångsfolket på detta område. Hans dröm var att göra Sverige till en stormakt på det fredliga arbetets fält genom att utrusta det med ett nät av järnvägar. I tal och skrift arbetade han på att vinna anhängare för sin stora plan. Han möttes dock av ett segt motstånd. På riddarhuset förenade sig två så motsatta krafter som Anckarsvärd och Hartmansdorff mot honom och hans järnvägsplaner.
Ett av hans projekt var Köping-Hults Järnväg, Sveriges första allmänna, normalspåriga järnväg med lokomotivdrift. Mellan 1855 och 1856 var han ledamot av järnvägskommittén. 1856 fick han livstidspension på 3000 kronor för sina förtjänster på järnvägsbyggnationens område. Hans byst avtäcktes den 20 juni 1898 på järnvägsplanen utanför norra stationen i Örebro (nuvarande Örebro centralstation), och initiativtagare var Claes Adelsköld.
I Statens porträttsamling på Gripsholms slott återfinns en knäbild utförd av sonen och konstnären Georg von Rosen 1868.
von Rosen ligger begraven på Galärvarvskyrkogården i Stockholm.

## Utmärkelser
- 1831 - Ledamot av Vasaorden (LWS)[10]
- 1846 - Hedersledamot av Vasaorden (HedLWS)[10]
- 1874 - Hedersledamot av Kungliga Örlogsmannasällskapet (HedLÖS)[10]